# Vuelta a España 2022/6. Etappe
Die 6. Etappe der Vuelta a España 2022 fand am 25. August 2022 statt und endete mit der ersten Bergankunft der 77. Austragung des spanischen Etappenrennens. Die Strecke führte von Bilbao über 181,2 Kilometer in die Nähe der Pico Jano, die sich in San Miguel de Aguayo befindet, und endete auf 1134 Metern Seehöhe. Nach der Zielankunft hatten die Fahrer insgesamt 913,5 Kilometer absolviert, was 27,8 % der Gesamtdistanz der Rundfahrt entsprach.

## Streckenführung
Nach dem Start in Bilbao ging es in Richtung Westen zur Alto de La Escrita (430 m), auf der jedoch keine Bergwertung abgenommen wurde. Anschließend ging es durch die Ortschaften Ambasaguas und Ramales de la Victoria, ehe in Arredondo (164 m) nach 69 gefahrenen Kilometern der Anstieg auf den Puerto de Alisas (674 m) begann. Dieser Anstieg der 2. Kategorie wies auf einer Länge von 8,7 Kilometern eine durchschnittliche Steigung von 5,8 % auf und wurde nach 77,7 Kilometern überquert. Nach der anschließenden Abfahrt folgte ein gut 30 Kilometer langes Flachstück, auf dem die Ortschaften La Cavada, Liérganes und Sarón durchfahren wurden, ehe in Puente Viesgo die kurze, nicht-kategorisierte Steigung der Alto de Hijas (334 m) begann. Diese ist rund vier Kilometer lang und wurde rund 122 Kilometer nach dem Start überquert. Wenig später führte die Strecke über Los Corrales de Buelna zur ersten Bergwertung der 1. Kategorie, die auf dem Collada de Brennes (761 m) abgenommen wurde. Hier beginnt die Straße ab Villasuso de Cieza (206 m) stärker anzusteigen und führte auf einer schmalen Straße mit einer durchschnittlichen Steigung von 8,2 % über 6,8 Kilometer. Bevor es in die Abfahrt ging, wurden 35,4 Kilometer vor dem Ziel Bonussekunden auf der Kuppe vergeben. Die Abfahrt verlief auf einer deutlich besser ausgebauten Straße, die jedoch ebenfalls eng ist und nach Arenas de Iguña führt. Bei leichter Steigung ging es nun in Richtung Süden, wo 19,2 Kilometer vor dem Ziel in Santa Cruz de Iguña ein Zwischensprint ausgefahren wurde.
Die Schlusssteigung zur Pico Jano begann offiziell in Bárcena de Pie de Concha (308 m) und führte über 12,6 Kilometer mit einer durchschnittlichen Steigung von 6,5 %. Die anspruchsvollsten Kilometer mit einer Durchschnittssteigung von etwas über 9 % wurden im unteren Teil erreicht, ehe die Steigung nach sieben Kilometern für rund zwei Kilometer abflacht. In diesem Abschnitt verlief die Strecke entlang des Embalse de Alsa, ehe die letzten dreieinhalb Kilometer mit rund 7 % im Schnitt zum Ziel führten. Die Ziellinie befand sich in der Nähe des Embalse del Mediajo auf einer Höhe von 1134 Metern. Der Schlussanstieg war als Bergwertung der 1. Kategorie klassifiziert.
|                            | Ort                 | Kilometer | Länge (km) | Höhe (m) | Ø Steigung |
| -------------------------- | ------------------- | --------- | ---------- | -------- | ---------- |
| Start                      | Bilbao              | 0         |            |          |            |
| Bergwertung (2. Kategorie) | Puerto de Alisas    | 77,7      | 08,7       | 674      | 5,8 %      |
| Bergwertung (1. Kategorie) | Collada de Brennes  | 145,8     | 06,8       | 761      | 8,2 %      |
| Bonussprint                | Collada de Brennes  | 145,8     |            |          |            |
| Zwischensprint             | Santa Cruz de Iguña | 162,0     |            |          |            |
| Bergwertung (1. Kategorie) | Pico Jano           | 181,2     | 12,6       | 1134     | 6,5 %      |
| Ziel                       | Pico Jano           | 181,2     |            |          |            |

## Rennverlauf und Ergebnisse
Mit Jan Hirt (Intermarché-Wanty-Gobert Matériaux) wurde ein zweiter Fahrer im Vorfeld der Etappe positiv auf COVID-19 getestet. Der Gesamtsechste des Giro d’Italia 2022 ging somit nicht an den Start der 6. Etappe. Rund zehn Kilometer nach dem offiziellen Start, setzten sich mit Jan Bakelants (Intermarché-Wanty-Gobert Matériaux), Mark Padun (EF Education-EasyPost), Nélson Oliveira (Movistar), Rubén Fernández (Cofidis), Marco Brenner (DSM), Xandro Meurisse (Alpecin-Deceuninck), Dario Cataldo (Trek-Segafredo), Fausto Masnada (Quick-Step Alpha Vinyl), Kaden Groves (BikeExchange-Jayco) und Xabier Mikel Azparren (Euskaltel-Euskadi) zehn Fahrer vom Peloton ab. Der bestplatzierte Fahrer in der Gesamtwertung war Jan Bakelandts mit einem Rückstand von fünf Minuten und zwei Sekunden auf den Träger des Roten Trikots, Rudy Molard (Groupama-FDJ). Das Peloton gewährte den Ausreißern einen maximalen Vorsprung von rund sechs Minuten.
Die erste Bergwertung auf dem Puerto de Alisas (674 m) gewann Rubén Fernández vor Dario Cataldo und Xabier Mikel Azparren. Auf den anschließenden Kilometern kam es aufgrund des anhaltenden Regens zu einer Reihe von Stürzen. Betroffen war auch Dario Cataldo, der in einer kurzen Abfahrt vor dem Collada de Brennes (761 m) zu Fall kam und den Anschluss zur Ausreißergruppe verlor. Im Peloton stürzten unter anderen auch Gregor Mühlberger, Lluís Mas (Movistar), Jesús Herrada (Cofidis) und Carl Fredrik Hagen (Israel-Premier Tech). Alle gestürzten Fahrer konnten das Rennen jedoch fortsetzen. Im Anstieg des Collada de Brennes (761 m) zerfiel die Ausreißergruppe. Mark Padun setzte sich von seinen Fluchtgefährten ab und überquerte die Passhöhe als Erster, wodurch er sich zehn Punkte im Kampf um das gepunktete Trikot sicherte. Hinter ihm folgte Rubén Fernández mit einem Rückstand von etwas über einer Minute. Der Spanier sicherte sich sechs Bergpunkte und schob sich somit auf Platz zwei in der Bergwertung vor. Im Hauptfeld erhöhte das Quick-Step Alpha Vinyl Team das Tempo, wodurch mehr und mehr Fahrer zurückfielen. 36 Kilometer vor dem Ziel konnte auch der gesamtführende Rudy Molard dem Tempo nicht mehr folgen. In der anschließenden nassen Abfahrt verlor Mark Padun viel Zeit. Beim Zwischensprint in Santa Cruz de Iguña hatte sich sein Vorsprung auf die ersten Verfolger halbiert. Fausto Masnada hatte in der Abfahrt zu Rubén Fernández aufschließen können und die beiden versuchten nun gemeinsam, zum Spitzenreiter aufzuschließen. Unterdessen war auch das Hauptfeld durch die Tempoarbeit der Mannschaft Quick-Step Alpha Vinyl auf unter eine Minute herangekommen.
Kurz vor dem Schlussanstieg der Pico Jano wurden Rubén Fernández und Fausto Masnada rund 16 Kilometer vor dem Ziel vom stark reduzierten Peloton eingeholt. Somit verblieb mit Mark Padun nur noch ein Fahrer aus der ehemaligen Ausreißergruppe vor dem Hauptfeld. In der frühen Phase konnte der Ukrainer seinen Vorsprung auf das Peloton sogar noch einmal auf über eine Minute ausbauen, ehe es im Hauptfeld zu den ersten Attacken kam. Mit Davide Villella (Cofidis), Élie Gesbert (Arkéa-Samsic) und Jay Vine (Alpecin-Deceuninck) griffen zunächst Fahrer an, die im Kampf um die Gesamtwertung keine Rolle spielten. Rund neun Kilometer vor dem Ziel attackierte Simon Yates (BikeExchange-Jayco), konnte sich jedoch nicht entscheidend absetzen. Die Tempoverschärfung des Briten führte jedoch dazu, dass das Feld der Favoriten zu Davide Villella und Élie Gesbert aufschloss. Jay Vine hingegen hatte sich erneut absetzen können und war nun der erste Verfolger von Mark Padun. Unmittelbar nach dem Angriff von Simon Yates forcierte Remco Evenepoel (Quick-Step Alpha Vinyl) das Tempo, was zu der ersten großen Selektion führte. Der Belgier fuhr eine lange Attacke, was dazu führte, dass nur Enric Mas (Movistar) an seinem Hinterrad bleiben konnte. Dahinter formierte sich eine Gruppe in der Primož Roglič (Jumbo-Visma), Pavel Sivakov (Ineos Grenadiers), Simon Yates und Juan Ayuso (UAE Team Emirates) vertreten waren. Rund 6,5 Kilometer vor dem Ziel schloss Jay Vine zu Mark Padun auf und fuhr sofort an dem Ukrainer vorbei. Sein Vorsprung auf die Remco Evenepoel und Marc Soler betrug zu diesem Zeitpunkt nur noch rund 20 Sekunden. Weiters setzte sich Juan Ayuso von der Verfolgergruppe ab und versuchte allein, zu Remco Evenepoel und Marc Soler aufzuschließen. Primož Roglič, Pavel Sivakov und Simon Yates hingegen wurden von einer größeren Gruppe eingeholt, in der nun rund zehn Fahrer vertreten waren. Auf den letzten Kilometern verteidigte Jay Vine seinen geringen Vorsprung und erreichte das Ziel 15 Sekunden vor Remco Evenepoel und 16 Sekunden vor Enric Mas. Danach folgte Juan Ayuso, der als Vierter einen Rückstand von 55 Sekunden aufwies. Primož Roglič führte als Fünfter eine 11-köpfige Gruppe an, die eine Minute und 37 Sekunden auf den Etappensieger verlor. Noch mehr Zeit verloren Miguel Ángel López (Astana Qazaqstan) mit einem Rückstand von fast zwei Minuten. Richard Carapaz (Ineos Greandies) und Mikel Landa (Bahrain Victorious) verloren rund drei bzw. sechs Minuten und fielen somit in der Gesamtwertung weit zurück. Der Gesamtführende Rudy Molard erreichte das Ziel als 35. mit über fünf Minuten Rückstand und musste somit das Rote Trikot nach einem Tag wieder abgeben.
Der neue Gesamtführende war der Belgier Remco Evenepoel, der das Rote Trikot mit einem Vorsprung von 21 Sekunden auf Rudy Molard übernahm. Dahinter folgte Enric Mas als Dritter mit einem Rückstand von 28 Sekunden. Primož Roglič wies als Gesamtvierter bereits einen Rückstand von über einer Minute auf. In der Berg- und Punktewertung verteidigten Victor Langellotti (Burgos-BH) und Sam Bennett (Bora-hansgrohe) ihre Trikots. Fred Wright (Bahrain Victorious) hingegen musste das Weiße Trikot des besten Nachwuchsfahrers an Remco Evenepoel abgeben. Dieses trug auf der folgenden Etappe Juan Ayuso stellvertretend für den Belgier. Alle 178 Starter erreichten das Ziel der Etappe.
| \| Etappenergebnis \| Etappenergebnis \| Etappenergebnis \| Etappenergebnis \| Etappenergebnis \| \| Fahrer \| Fahrer \| Land \| Team \| Zeit \| \| --------------- \| ------------------ \| ---------------------- \| ----------------------- \| --------------- \| \| 1. \| Jay Vine \| Australien \| Alpecin-Deceuninck \| 4 h 38 min 00 s \| \| 2. \| Remco Evenepoel \| Belgien \| Quick-Step Alpha Vinyl \| + 15 s \| \| 3. \| Enric Mas \| Spanien \| Movistar Team \| + 16 s \| \| 4. \| Juan Ayuso \| Spanien \| UAE Team Emirates \| + 55 s \| \| 5. \| Primož Roglič \| Slowenien \| Jumbo-Visma \| + 1 min 37 s \| \| 6. \| Pavel Sivakov \| Frankreich \| Ineos Grenadiers \| + 1 min 37 s \| \| 7. \| Tao Geoghegan Hart \| Vereinigtes Königreich \| Ineos Grenadiers \| + 1 min 37 s \| \| 8. \| Jai Hindley \| Australien \| Bora-Hansgrohe \| + 1 min 37 s \| \| 9. \| Carlos Rodríguez \| Spanien \| Ineos Grenadiers \| + 1 min 37 s \| \| 10. \| Simon Yates \| Vereinigtes Königreich \| Team BikeExchange-Jayco \| + 1 min 37 s \| |                    |                        |                         |                 |
| |                    |                        |                         |                 |
| Quelle: ProCyclingStats |                    |                        |                         |                 |
| Etappenergebnis |                    |                        |                         |                 |
| Fahrer | Fahrer             | Land                   | Team                    | Zeit            |
| 1. | Jay Vine           | Australien             | Alpecin-Deceuninck      | 4 h 38 min 00 s |
| 2. | Remco Evenepoel    | Belgien                | Quick-Step Alpha Vinyl  | + 15 s          |
| 3. | Enric Mas          | Spanien                | Movistar Team           | + 16 s          |
| 4. | Juan Ayuso         | Spanien                | UAE Team Emirates       | + 55 s          |
| 5. | Primož Roglič      | Slowenien              | Jumbo-Visma             | + 1 min 37 s    |
| 6. | Pavel Sivakov      | Frankreich             | Ineos Grenadiers        | + 1 min 37 s    |
| 7. | Tao Geoghegan Hart | Vereinigtes Königreich | Ineos Grenadiers        | + 1 min 37 s    |
| 8. | Jai Hindley        | Australien             | Bora-Hansgrohe          | + 1 min 37 s    |
| 9. | Carlos Rodríguez   | Spanien                | Ineos Grenadiers        | + 1 min 37 s    |
| 10. | Simon Yates        | Vereinigtes Königreich | Team BikeExchange-Jayco | + 1 min 37 s    |

## Gesamtstände
| \| Gesamtwertung \| Gesamtwertung \| Gesamtwertung \| Gesamtwertung \| Gesamtwertung \| \| Fahrer \| Fahrer \| Land \| Team \| Zeit \| \| ------------- \| ------------------ \| ---------------------- \| ----------------------- \| ---------------- \| \| 1. \| Remco Evenepoel \| Belgien \| Quick-Step Alpha Vinyl \| 20 h 50 min 07 s \| \| 2. \| Rudy Molard \| Frankreich \| Groupama-FDJ \| + 21 s \| \| 3. \| Enric Mas \| Spanien \| Movistar Team \| + 28 s \| \| 4. \| Primož Roglič \| Slowenien \| Jumbo-Visma \| + 1 min 01 s \| \| 5. \| Juan Ayuso \| Spanien \| UAE Team Emirates \| + 1 min 12 s \| \| 6. \| Pavel Sivakov \| Frankreich \| Ineos Grenadiers \| + 1 min 27 s \| \| 7. \| Tao Geoghegan Hart \| Vereinigtes Königreich \| Ineos Grenadiers \| + 1 min 27 s \| \| 8. \| Carlos Rodríguez \| Spanien \| Ineos Grenadiers \| + 1 min 34 s \| \| 9. \| Simon Yates \| Vereinigtes Königreich \| Team BikeExchange-Jayco \| + 1 min 52 s \| \| 10. \| João Almeida \| Portugal \| UAE Team Emirates \| + 1 min 54 s \| |                    |                        |                         |                  |
| |                    |                        |                         |                  |
| Quelle: ProCyclingStats |                    |                        |                         |                  |
| Gesamtwertung |                    |                        |                         |                  |
| Fahrer | Fahrer             | Land                   | Team                    | Zeit             |
| 1. | Remco Evenepoel    | Belgien                | Quick-Step Alpha Vinyl  | 20 h 50 min 07 s |
| 2. | Rudy Molard        | Frankreich             | Groupama-FDJ            | + 21 s           |
| 3. | Enric Mas          | Spanien                | Movistar Team           | + 28 s           |
| 4. | Primož Roglič      | Slowenien              | Jumbo-Visma             | + 1 min 01 s     |
| 5. | Juan Ayuso         | Spanien                | UAE Team Emirates       | + 1 min 12 s     |
| 6. | Pavel Sivakov      | Frankreich             | Ineos Grenadiers        | + 1 min 27 s     |
| 7. | Tao Geoghegan Hart | Vereinigtes Königreich | Ineos Grenadiers        | + 1 min 27 s     |
| 8. | Carlos Rodríguez   | Spanien                | Ineos Grenadiers        | + 1 min 34 s     |
| 9. | Simon Yates        | Vereinigtes Königreich | Team BikeExchange-Jayco | + 1 min 52 s     |
| 10. | João Almeida       | Portugal               | UAE Team Emirates       | + 1 min 54 s     |

| Punktewertung | Punktewertung    | Punktewertung          | Punktewertung          | Punktewertung |
| Fahrer        | Fahrer           | Land                   | Team                   | Punkte        |
| ------------- | ---------------- | ---------------------- | ---------------------- | ------------- |
| 1.            | Sam Bennett      | Irland                 | Bora-Hansgrohe         | 127 P.        |
| 2.            | Mads Pedersen    | Dänemark               | Trek-Segafredo         | 118 P.        |
| 3.            | Marc Soler       | Spanien                | UAE Team Emirates      | 47 P.         |
| 4.            | Primož Roglič    | Slowenien              | Jumbo-Visma            | 41 P.         |
| 5.            | Remco Evenepoel  | Belgien                | Quick-Step Alpha Vinyl | 41 P.         |
| 6.            | Enric Mas        | Spanien                | Movistar Team          | 37 P.         |
| 7.            | Fausto Masnada   | Italien                | Quick-Step Alpha Vinyl | 36 P.         |
| 8.            | Pascal Ackermann | Deutschland            | UAE Team Emirates      | 34 P.         |
| 9.            | Tim Merlier      | Belgien                | Alpecin-Deceuninck     | 34 P.         |
| 10.           | Daniel McLay     | Vereinigtes Königreich | Arkéa-Samsic           | 34 P.         |

| Bergwertung | Bergwertung        | Bergwertung        | Bergwertung             | Bergwertung |
| Fahrer      | Fahrer             | Land               | Team                    | Punkte      |
| ----------- | ------------------ | ------------------ | ----------------------- | ----------- |
| 1.          | Victor Langellotti | Monaco             | Burgos-BH               | 13 P.       |
| 2.          | Jay Vine           | Australien         | Alpecin-Deceuninck      | 11 P.       |
| 3.          | Rubén Fernández    | Spanien            | Cofidis                 | 11 P.       |
| 4.          | Mark Padun         | Ukraine            | EF Education-EasyPost   | 10 P.       |
| 5.          | Remco Evenepoel    | Belgien            | Quick-Step Alpha Vinyl  | 6 P.        |
| 6.          | Roger Adrià        | Spanien            | Equipo Kern Pharma      | 6 P.        |
| 7.          | Lawson Craddock    | Vereinigte Staaten | Team BikeExchange-Jayco | 5 P.        |
| 8.          | Marc Soler         | Spanien            | UAE Team Emirates       | 5 P.        |
| 9.          | Joan Bou           | Spanien            | Euskaltel-Euskadi       | 5 P.        |
| 10.         | Fausto Masnada     | Italien            | Quick-Step Alpha Vinyl  | 5 P.        |

| Nachwuchswertung | Nachwuchswertung  | Nachwuchswertung | Nachwuchswertung       | Nachwuchswertung |
| Fahrer           | Fahrer            | Land             | Team                   | Zeit             |
| ---------------- | ----------------- | ---------------- | ---------------------- | ---------------- |
| 1.               | Remco Evenepoel   | Belgien          | Quick-Step Alpha Vinyl | 20 h 50 min 07 s |
| 2.               | Juan Ayuso        | Spanien          | UAE Team Emirates      | + 1 min 12 s     |
| 3.               | Pavel Sivakov     | Frankreich       | Ineos Grenadiers       | + 1 min 27 s     |
| 4.               | Carlos Rodríguez  | Spanien          | Ineos Grenadiers       | + 1 min 34 s     |
| 5.               | João Almeida      | Portugal         | UAE Team Emirates      | + 1 min 54 s     |
| 6.               | Gino Mäder        | Schweiz          | Bahrain Victorious     | + 2 min 03 s     |
| 7.               | Thymen Arensman   | Niederlande      | Team DSM               | + 2 min 14 s     |
| 8.               | Sergio Higuita    | Kolumbien        | Bora-Hansgrohe         | + 2 min 22 s     |
| 9.               | Santiago Buitrago | Kolumbien        | Bahrain Victorious     | + 5 min 15 s     |
| 10.              | Urko Berrade      | Spanien          | Equipo Kern Pharma     | + 9 min 01 s     |

| Mannschaftswertung | Mannschaftswertung                 | Mannschaftswertung           | Mannschaftswertung |
| Team               | Team                               | Land                         | Zeit               |
| ------------------ | ---------------------------------- | ---------------------------- | ------------------ |
| 1.                 | UAE Team Emirates                  | Vereinigte Arabische Emirate | 61 h 44 min 41 s   |
| 2.                 | Bahrain Victorious                 | Bahrain                      | + 10 s             |
| 3.                 | Ineos Grenadiers                   | Vereinigtes Königreich       | + 15 s             |
| 4.                 | Movistar Team                      | Spanien                      | + 34 s             |
| 5.                 | Bora-Hansgrohe                     | Deutschland                  | + 1 min 10 s       |
| 6.                 | EF Education-EasyPost              | Vereinigte Staaten           | + 4 min 25 s       |
| 7.                 | Jumbo-Visma                        | Niederlande                  | + 5 min 55 s       |
| 8.                 | Intermarché-Wanty-Gobert Matériaux | Belgien                      | + 8 min 45 s       |
| 9.                 | Astana Qazaqstan Team              | Kasachstan                   | + 11 min 54 s      |
| 10.                | Groupama-FDJ                       | Frankreich                   | + 16 min 54 s      |

## Ausgeschiedene Fahrer
Die folgenden Fahrer waren aus der Tour ausgeschieden:
- Jan Hirt (Intermarché-Wanty-Gobert Matériaux) – DNS wegen positiven Coronatests